# 포송령
포송령(蒲松齡, 1640년 6월 5일 ~ 1715년 2월 25일)은 중국 청나라 초기의 문관(文官), 무관(武官), 소설가, 극작가이다.

## 별칭
자(字)는 유선(留仙), 검신(劍臣)이고 호(號)는 유천(柳泉), 유천거사(柳泉居士)이다.

## 생애
명나라 의종 숭정(崇禎) 13년에 산둥성(山東省) 쯔촨(淄川)에서 태어났다. 어려서부터 과거를 보아 벼슬길에 나가려고 하였으나 뜻을 이루지 못했다. 1661년(순치 18) 쯔촨 명문가의 딸 유씨와 결혼해 4남 1녀를 두었다. 살림을 꾸려가기 위해 가정교사를 하거나 지방장관의 참모 장교를 하며 가족을 부양했다. 1679년(강희 18) 치주 제일의 명문 필가의 가정교사가 되어 그 후로 30년간 필가에서 일하며 경제적인 문제를 해결했다. 그 사이에서도 꾸준히 과거에 응시했으나 번번이 낙방했다. 포송령은 말년에 동자시(童子試)에 합격하여 박사제자원(博士弟子員)이라는 말직을 제수받았다. 나중에 나이 72세가 되어서야 1차 과거시험에 합격하여 거인(擧人)이 되었다. 만년에 생활에 여유가 생기자 문학 창작에 전념하였고 대표적인 저작으로는 성세인연(醒世姻緣)과 요재지이(聊齋志異)가 있는데, 그 가운데 요재지이가 많이 읽히고 있다. 청나라 강희제 54년에 세상을 떠났다.

## 같이 보기
- 탕현조